# Марияторгет
Марияторгет (Площадь Марии; швед. Mariatorget; до 1959 года — Адольф-Фредрикс-торг) — площадь и парк в районе Сёдермальм Стокгольма (Швеция). Площадь расположена между улицами Хорнсгатан и Санкт-Паульсгатан и окружена двумя улицами с тем же названием, что и площадь.

## История

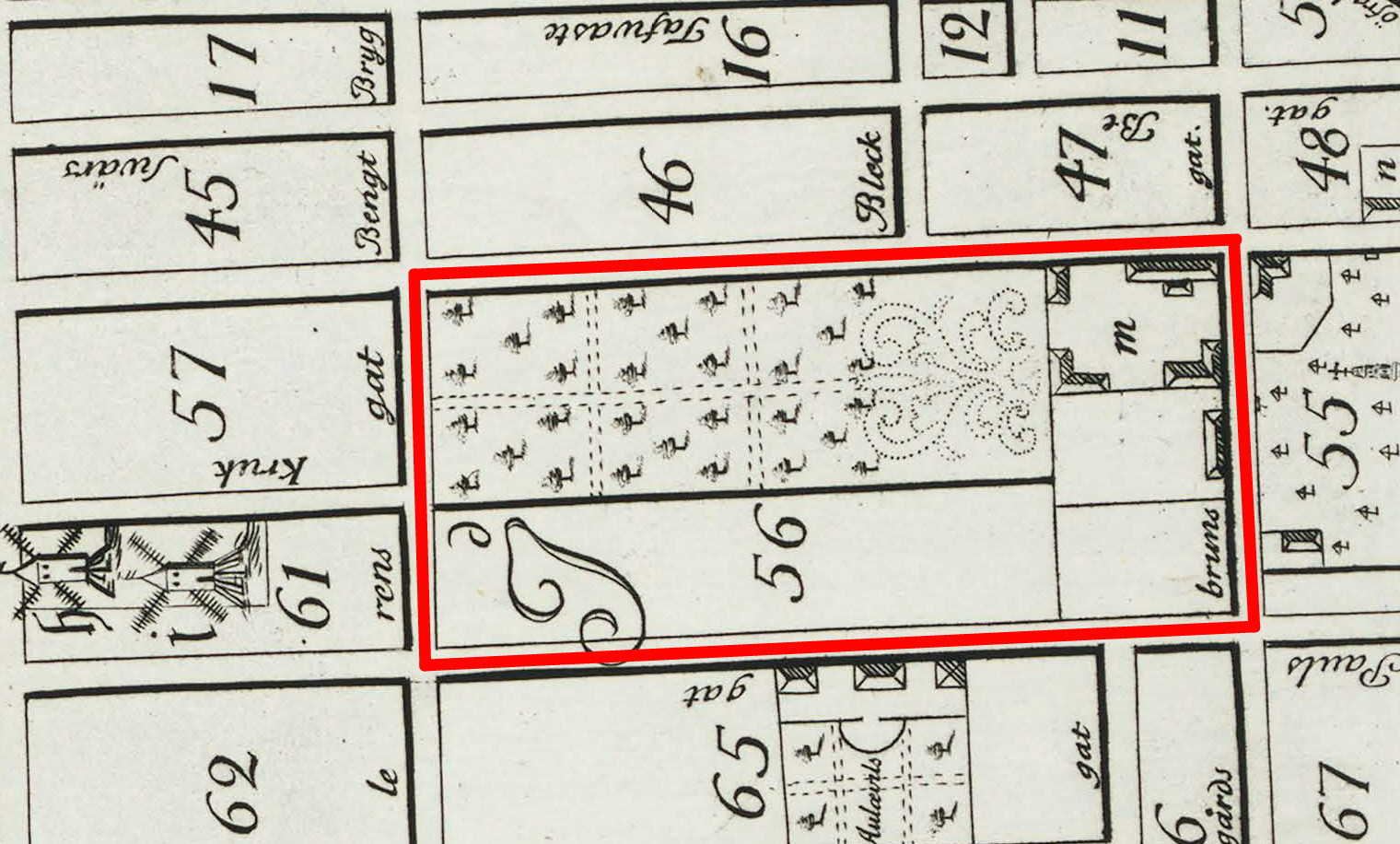
Парк на карте 1733 года.

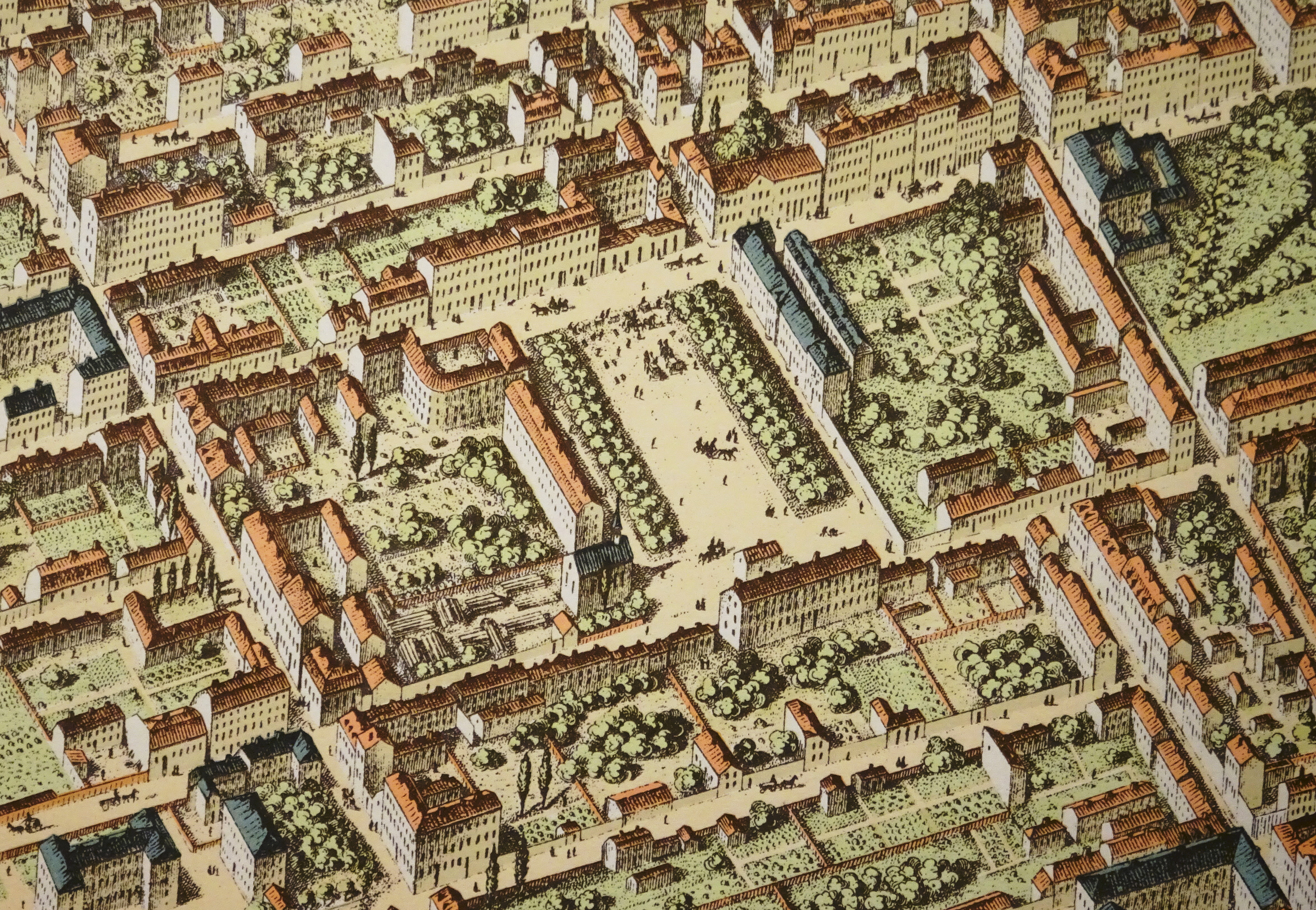
Схема Адольф-Фредрикс-торг (1870).

В XVII веке, до постройки площади, это место было частью поместья Даурерска (где в 1740 году родился Карл Михаэль Бельман) с барочным садом и новыми посадками, расположенными между нынешними улицами Хорнсгатан и Бельмансгатан. На карте Петруса Тиллеуса 1733 года парк занимает большую часть квартала Розендаль. Площадь была построена в 1759 году после так называемого пожара Мариабранден, в результате которого в этом районе было уничтожено более 300 ферм. Этот пожар стал одной из причин создания площади, поскольку она должна была служить пожарной лестницей. Кроме того, до пожара существовали планы создания так называемого памятника. Также предполагается, что, возможно, именно королева Кристина решила построить его в 1650-х годах. Однако это противоречит тому факту, что ни на первом плане зонирования Сёдермальма от 1641 года, ни на карте квартала Розендаль в поземельной книге Хольма от 1679 года площадь не указана. На карте Стокгольма 1702 года здесь изображён парк. В XVIII веке площадь называлась Хорнс Торгет, Хорнс Торг и Нья Торгет с Хорнсгатан. Последнее название использовалось на карте землеустройства от марта 1764 года, когда площадь приобрела свой нынешний вид. В то время площадь иногда использовалась как место казни.
В 1768 году площадь была названа Адольф-Фредрикс-торг в честь тогдашнего короля Швеции Адольфа Фредрика, но с условием, что она не будет использоваться для казней. В конце XVIII века Густав III использовал площадь для одного из своих рыцарских турниров в 1777 году. Площадь также была местом, где Густав III благодарил военные корпуса стокгольмской буржуазии за их охрану города после Русско-шведской войны 1788—1790 годов. В 1770-х годах на восточной стороне площади был построен дом Сутерска (тогда Адольф-Фредрикс-торг, № 1). С 1811 года в здании располагалась Филипсенская школа.
В XIX веке парк был вдохновлён европейскими городами и озеленением. В 1875—1876 годах церковь Святого Павла была построена для первой в городе методистской общины. В это время части бывшей площади были преобразованы в парк, среди прочего, с декоративными насаждениями и, на то время, экзотическими деревьями, включая шершавые вязы и обыкновенные ясени. Например, именно владелец дворца ван дер Нутска, конный мастер Вертмюллер, в 1848 году выступил с инициативой разбить три липовые аллеи. В 1897 году площадь Адольфа Фредрика была снова спроектирована как парк. Её размеры составляли 140 × 80 м, из которых парковая часть составляет 130 × 60 м (0,8 га). В центре парка находится фонтан, который венчает скульптура Андерса Висслера «Рыбалка Тора», изображающая скандинавского бога Тора, убивающего морского змея Ёрмунганда. Вокруг фонтана проложены гравийные дорожки, разбиты зелёные насаждения и газоны. В южной части парка находятся копии статуй «Тюснинген» и «Подснежник» (первая скульптура в Стокгольме, воздвигнутая исключительно в декоративных целях; ранее памятники обычно возводились в честь людей или событий) работы Пера Хассельберга.
В начале XX века большинство зданий вокруг площади были снесены и заменены новыми. До 1 октября 1905 года площадь была рыночной площадью с 32 торговыми лавками. На рыночной площади продавались овощи, фрукты, а в определенные дни и скот. В 1923 году Namnberedningen предложил переименовать площадь в Марияторгет по расположенной неподалёку церкви Марии Магдалины и окружающему её приходу, чтобы избежать путаницы с церковью Адольфа Фредрика, которая находится на Норрмальме. Между 1956 и 1958 годами парк был восстановлен. Однако изменение названия произошло только в 1959 году в связи с планированием станции метро «Марияторгет», которая должна была располагаться в нескольких сотнях метров к югу от площади. В 1973 году в северной части парка был установлен бюст Эммануила Сведенборга работы Густава Нордаля. В 1995 году в парке была проведена небольшая реконструкция, включая расширение газонов и цветников.

## Звуковые инсталляции
Осенью 2012 года на Мариаторгет открылись четыре звуковые конструкции со скрытыми динамиками. Три из них — «Звуковые комнаты», где звучат звуки четырёх стихий: земли, огня, воды и воздуха. Они образуют три разграниченные звуковые зоны, две из которых выходят на улицу Хорнсгатан, а одна — на Санкт-Паульсгатан. Четвёртая звуковая конструкция, также выходящая на Санкт-Паульсгатан, называется «Spelrum» — движение качелей создаёт ощущение умиротворения. Звуковые конструкции были разработаны Бьёрном Хеллстрёмом из Konstfack совместно с Интерактивным институтом, Стокгольмским университетом и Шведским управлением транспорта.

## Галерея

Парк Марияторгет
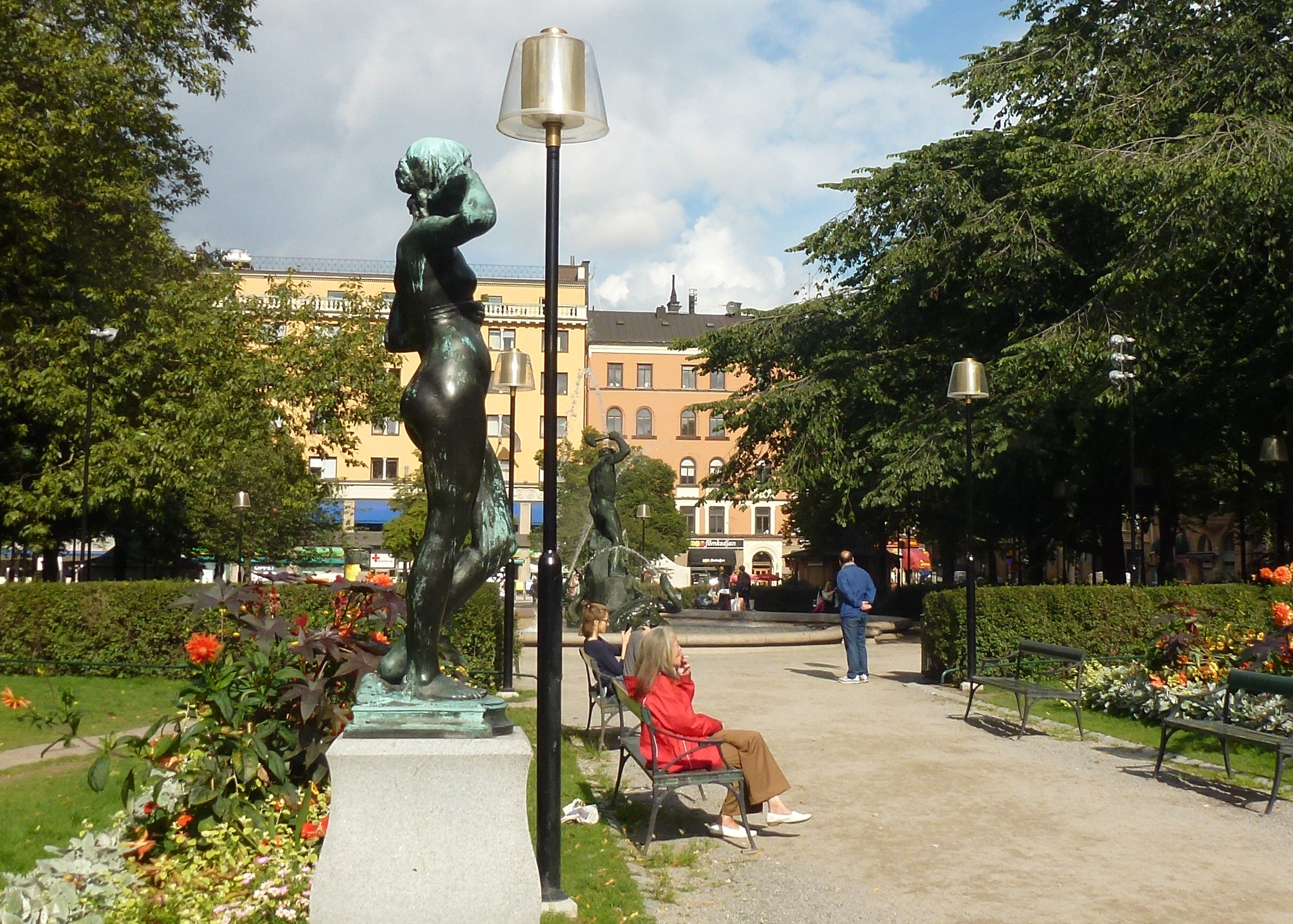
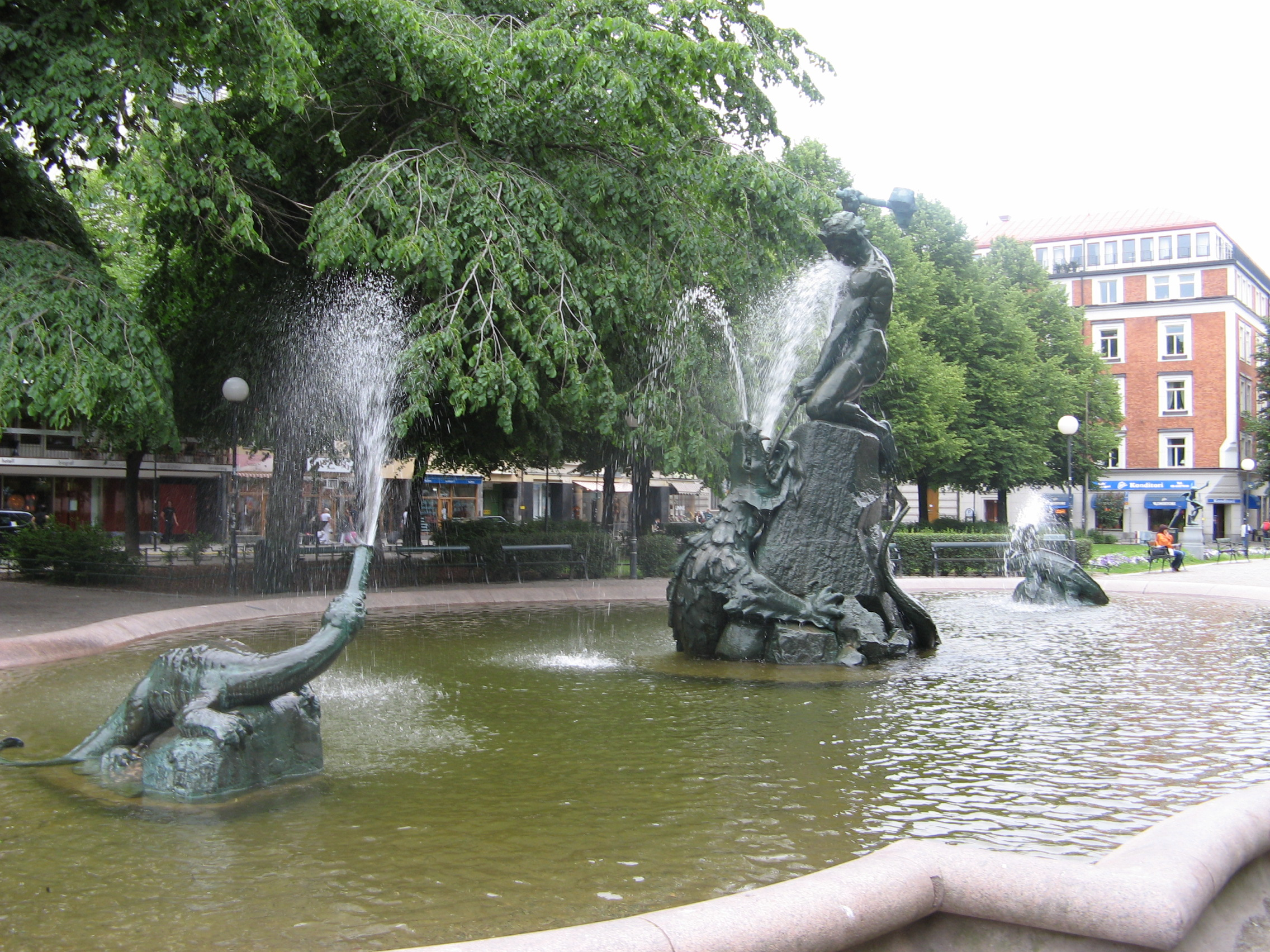
Центральный фонтан
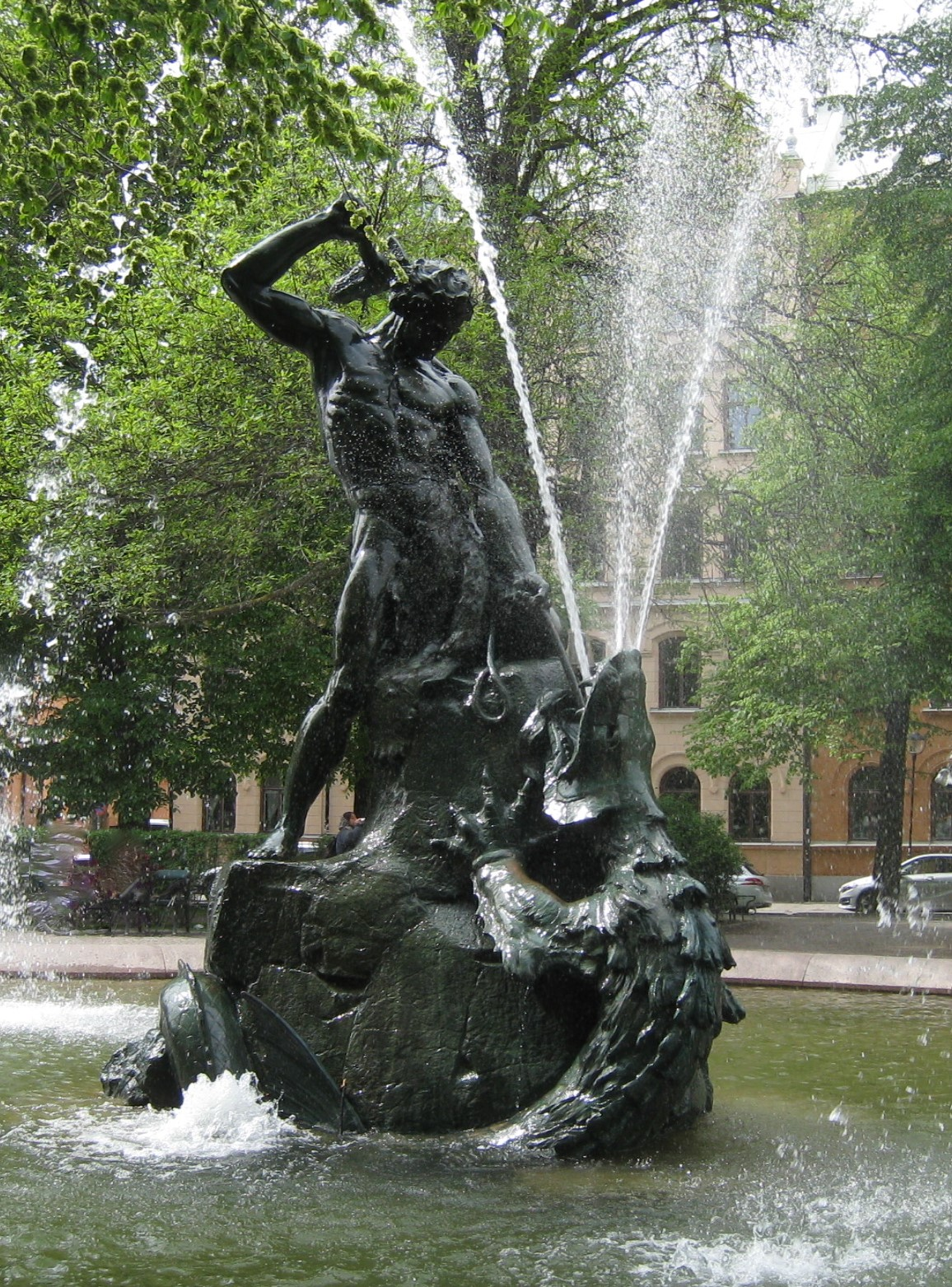
«Рыбалка Тора» (Андерс Висслер)
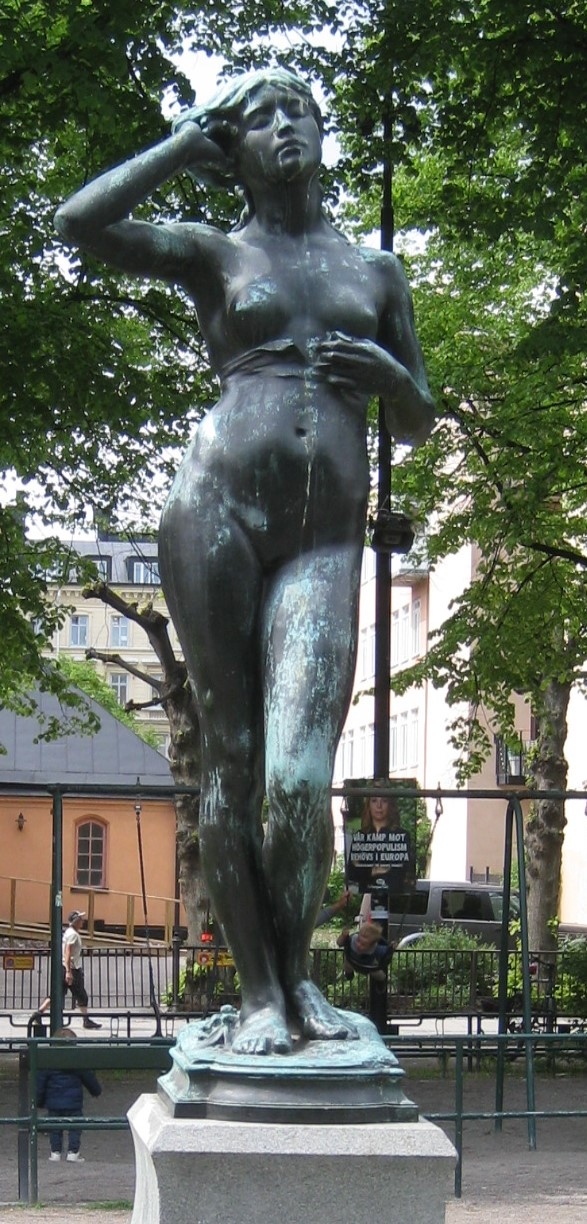
«Подснежник» (Пер Хассельберг)
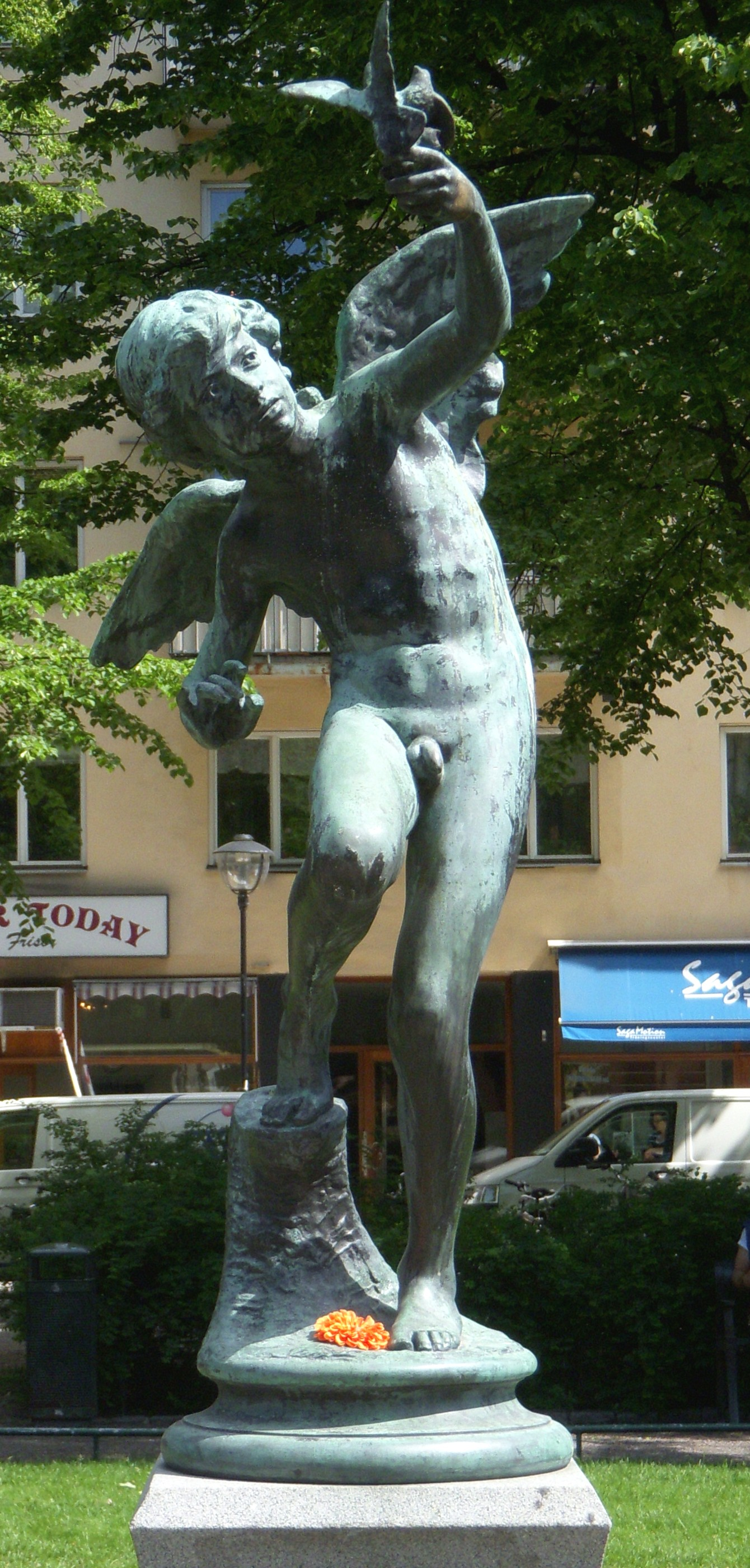
«Тюснинген» (Пер Хассельберг)
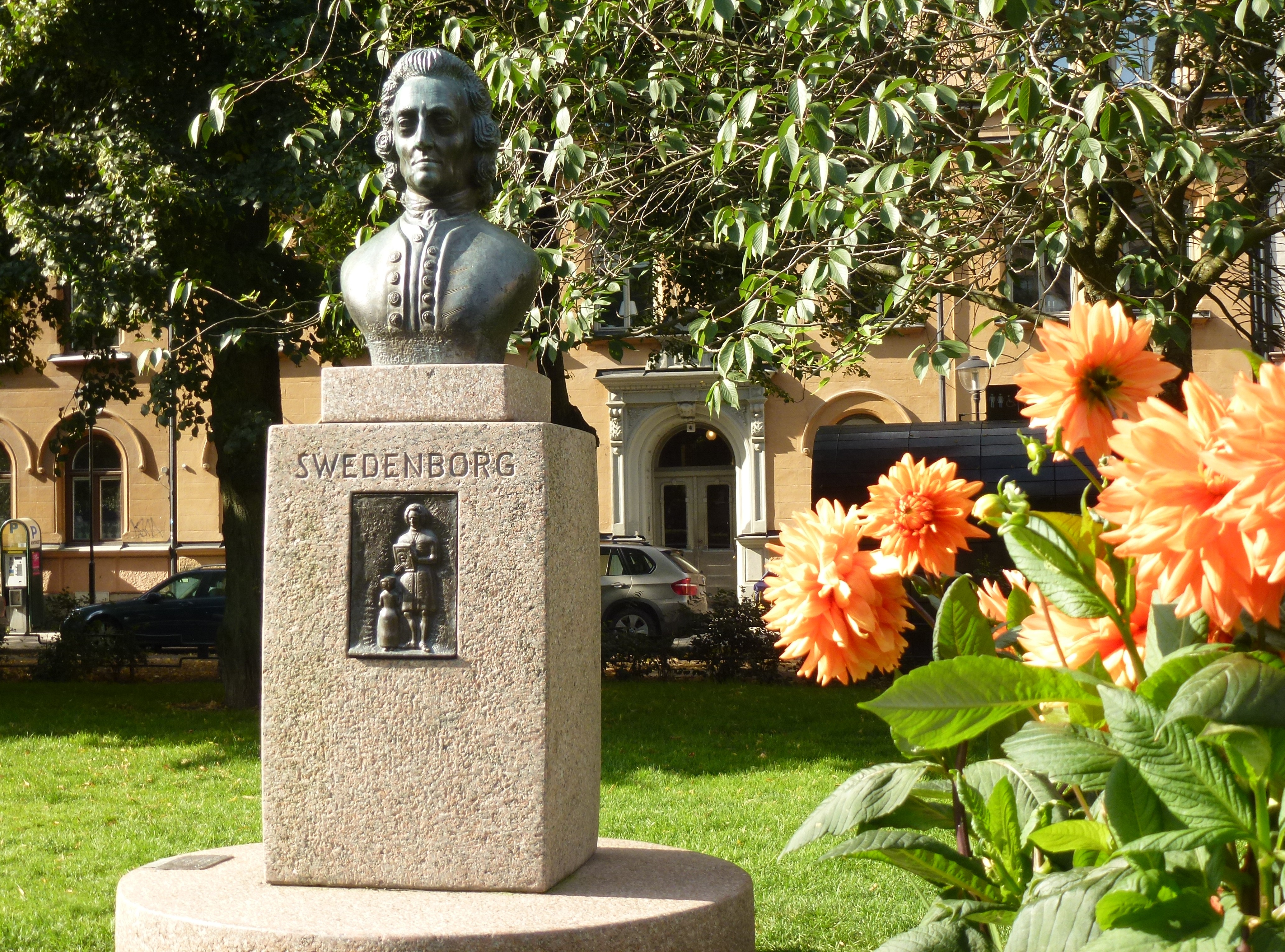
Бюст Эммануила Сведенборга